# Juan Luis Bernal Cuéllar
Juan Luis Bernal Cuéllar es un exfutbolista y entrenador de fútbol español nacido el 7 de noviembre de 1972 en Jerez de la Frontera. Actualmente es  entrenador del Club Lemos.

## Trayectoria como jugador
Fue un jugador profesional de Real Betis (con el que debutó en 1991/92 y consiguió subir a Primera División en 1993/94), Extremadura, Écija, Albacete, Polideportivo Ejido y Racing Club de Ferrol. Con todos ellos actuó en la Segunda División del fútbol español. Su carrera concluyó en el modesto Lucena, en Segunda B, en la campaña 2007/08. 
Fue internacional en las categorías inferiores de la selección española, llegando a jugar en la sub-20 y la sub-21.

## Trayectoria como entrenador
La experiencia de Juanlu en los banquillos, va ligada como segundo entrenador de Alberto Jiménez Monteagudo, tanto en Lucena, Cultural, Badajoz, Cádiz y La Roda.
En 2015, días después de consumarse el descenso a Tercera División, el Lucena anuncia la contratación de Juanlu como técnico del primer equipo.
En 2016 se convierte en segundo entrenador de Fútbol Club Cartagena.

## Clubes como jugador
- 1991–1992  Betis Deportivo
- 1991–1996  Real Betis Balompié
- 1994–1995  CF Extremadura
- 1995–1996  Écija Balompié
- 1996–2002  Albacete Balompié
- 2002–2004  C.P. Ejido
- 2004–2005  Racing Club de Ferrol
- 2005  Real Balompédica Linense
- 2005–2006 Motril C.F.
- 2006–2008  Lucena C.F.

## Clubes como entrenador
- 2009-2010 Lucena CF (Asistente)
- 2010-2011 Cultural y Deportiva Leonesa (Asistente)
- 2011-2012 Club Deportivo Badajoz (Asistente)
- 2012 Cádiz CF (Asistente)
- 2013-2014 La Roda Club de Fútbol (Asistente)
- 2015 Lucena CF (Primer entrenador)
- 2016 Fútbol Club Cartagena (Asistente)
- 2023 Club Lemos (Primer Entrenador)